# Kristina Keneally
Kristina Kerscher Keneally, née Kristina Marie Kerscher le 19 décembre 1968 à Las Vegas, est une femme politique australienne, membre du Parti travailliste. Elle est Première ministre de Nouvelle-Galles du Sud de 2009 à 2011.

## Éléments personnels

### Formation et carrière
Elle fait ses études secondaires à la Notre Dame Academy, une école secondaire catholique de filles à Toledo, où elle est désignée meilleure joueuse de football en 1985 et 1986. À la fin de son cursus scolaire, elle intègre l'université de Dayton, où elle obtient en 1991 un Bachelor of Arts de sciences politiques, puis un Master of Arts de théologie quatre ans plus tard.
Elle commence à travailler en 1991 comme stagiaire auprès de Paul Leonard, alors lieutenant-gouverneur de l'Ohio, et occupe pendant un an un poste de professeur dans le Nouveau-Mexique à compter de 1995. À la suite de son arrivée en Australie, elle exerce les fonctions de coordinatrice de la société de Saint-Vincent-de-Paul pour la jeunesse dans l'État de Nouvelle-Galles du Sud.

### Vie privée
Née à Las Vegas, dans l'État du Nevada, elle est la fille d'un père américain et d'une mère née australienne. Elle a brièvement vécu dans le Colorado mais grandit réellement à Toledo, dans l'Ohio.
Elle rencontre son époux, Ben Keneally, lors des journées mondiales de la jeunesse de 1991, en Pologne, et le suit en Australie. Le couple rentre aux États-Unis trois ans plus tard, lorsque son compagnon obtient un poste au Boston Consulting Group (BCG), et se marie en 1996. Leur premier fils, Daniel, est né en 1998.
Deux ans après, ils retournent vivre en Australie, et Kristina Keneally est alors naturalisée australienne. Leur second fils, Brendan, nait au cours de cette même année 2000.

## Parcours politique
À sa sortie de l'université, elle s'inscrit comme démocrate sur les listes électorales. En 2000, elle adhère au Parti travailliste australien (ALP).
En 2003, elle est élue députée à l'Assemblée législative de Nouvelle-Galles du Sud pour la circonscription d'Heffron, après une difficile primaire interne à l'ALP contre la sortante, Deirdre Grusovin. Son investiture est également due aux règles internes au parti en termes de discrimination positive et qui imposent qu'une femme soit désignée, alors même que Ben Keneally, son époux, est lui aussi intéressé par une carrière politique. Dans son premier discours en tant que parlementaire, elle fait connaître son engagement pour la justice sociale, l'égalité des chances et sa foi catholique.

### Carrière ministérielle
Elle est ensuite nommée ministre des Services aux handicapés en 2007, et promet alors de rénover les établissements spécialisés obsolètes, reprenant en cela la promesse non tenue de l'un de ses prédécesseurs. Elle change de portefeuille en septembre 2008 pour devenir ministre de l'Aménagement du territoire. À ce poste, elle a géré de façon stricte la construction d'une conduite de désalinisation entre les villes Erskineville et Turnell, en organisant le détournement de la circulation automobile et s'assurant du respect des normes environnementales.
Elle est présentée en août 2009 comme une adversaire possible du Premier ministre Nathan Rees pour la présidence de la fédération de l'ALP et donc la direction du gouvernement. Elle répond à ces allégations en affirmant que « [Rees] a tout mon soutien », et des rumeurs ajoutent qu'elle aurait insisté sur le fait qu'elle ne serait jamais Premier ministre. Face au retour de ces rumeurs en novembre, elle déclare « J'ai toujours soutenu le Premier ministre, que ce soit Bob Carr, Morris Iemma et maintenant Nathan Rees. Maintenant, il est temps de laisser ces ridicules supputations derrière nous ».

### Premier ministre (2009-2011)
Malgré toutes ces déclarations, elle se présente le 3 décembre 2009 à la présidence de l'ALP de Nouvelle-Galles du Sud contre Rees, qu'elle défait par 45 voix contre 21, grâce au soutien de l'aile droite du groupe parlementaire. Rees annonce alors qu'il démissionnera avant la fin de la journée et que, pour lui, il ne fait aucun doute que son adversaire ne peut être que le « pantin » du sénateur Eddie Obeid et du député Joe Tripodi, chefs de file de la droite des travaillistes. Face à ces accusations, elle a répondu « Je ne suis le pantin de personne, la protégée de personne, la fille de personne ».
Kristina Keally est nommée Premier ministre de Nouvelle-Galles du Sud le 4 décembre 2009 par la gouverneur de l'État, Marie Bashir, devenant la première femme et la première personne d'origine américaine à occuper ce poste.

### Défaite électorale
Aux élections du 26 mars 2011, la coalition Libéral/National obtient 51,1 % des voix et 69 députés sur 93, tandis que les travaillistes, dont elle est chef de file, s'effondrent avec 25,6 % des suffrages et 20 sièges, soit 32 de moins que lors du précédent scrutin. Consécutivement à cette défaite, la plus large en Australie depuis la Seconde Guerre mondiale, elle renonce à diriger la fédération travailliste de l'État, tout en conservant son siège à l'Assemblée législative. Elle est remplacée comme premier ministre le 28 mars par le libéral Barry O'Farrell.